# 韋賞
韦赏（？—前2年），长安杜陵人，韦贤的孙子，韦玄成的侄子，父亲韦弘。开始为定陶国太傅、光禄大夫。前2年十一月，汉哀帝以韦赏为大司马、车骑将军。不久，韦赏去世。汉哀帝以董贤接替他为大司马。